# Wilson Manafá
Wilson Migueis Manafá Jancó (Oliveira do Bairro, 23 de julho de 1994) é um futebolista português que atua como lateral-direito. Atualmente joga no Shanghai Shenhua, da China.

## Carreira

### Primeiros anos
Nascido em Oliveira do Bairro, distrito de Aveiro, descendente de guineense, Manafá terminou o seu desenvolvimento como jogador no Sporting. Ele fez a sua estreia sénior no banco do Sporting B, na Segunda Liga. A sua primeira participação na competição foi a 11 de agosto de 2013, quando entrou como substituto ao minuto 43 numa derrota fora de casa por 1 a 0 contra o Atlético.
Nos anos seguintes, Manafá alternou entre a segunda e a terceira divisão, representando o Beira-Mar, Anadia e Varzim. Ele marcou o seu primeiro golo como profissional a 4 de abril de 2015, ao serviço do Beira-Mar, em uma vitória fora de casa por 3 a 0 sobre o Trofense.

### Portimonense
No final de maio de 2016, Manafá foi anunciado no Portimonense com um contrato de três anos. Na sua primeira temporada, marcou três vezes em 38 partidas pela equipa do Algarve que atuava na Segunda Liga.
O lateral estreou-se na Liga Nós a 7 de agosto de 2017, jogando 16 minutos na derrota em casa por 2 a 1 com o Boavista, e dando a assistência para o golo do brasileiro Bruno Tabata. Ele marcou o seu primeiro golo na liga a 25 de agosto do ano seguinte, também fazendo um auto-golo em um empate por 2 a 2 com o Santa Clara também no Estádio Municipal de Portimão. Durante a última campanha, ele foi mudado de posição pelo treinador António Folha para jogar à defesa.

### Porto
A 21 de janeiro de 2019, Manafá assinou um contrato de quatro anos e meio com o Porto. Ele fez a sua estreia nove dias depois, numa vitória em casa por 3 a 0 contra o Belenenses SAD, jogando os dez minutos finais no lugar de Éder Militão, e marcou o seu primeiro golo a 4 de maio numa vitória por 4 a 0 ao CD Aves também no Estádio do Dragão.

### Botafogo
Em 16 de janeiro de 2024, Manafá chegou a ser anunciado como reforço do Botafogo. No entanto, uma semana depois o clube anunciou a desistência da contratação, alegando divergências no acordo com o Granada.

## Títulos
Porto
- Primeira Liga: 2019–20 e 2021–22
- Taça de Portugal: 2019–20, 2021–22 e 2022–23[21]
- Supertaça Cândido de Oliveira: 2020